# Finalissima de Futsal 2022
La Finalissima de Futsal 2022 o Finalissima de Fútbol Sala 2022 o Futsal Finalissima 2022 fue la primera edición del torneo de selecciones masculinas de fútbol sala organizado por la Conmebol y la UEFA, que enfrenta a los campeones y subcampeones de la Campeonato Europeo de Fútbol Sala de la UEFA y la Conmebol Copa América de Futsal en formato de final a cuatro (Final 4).
Disputaron este certamen Argentina -campeón de la Conmebol Copa América de Futsal 2022-, Paraguay -subcampeón de la Copa América de Futsal 2022-, Portugal -campeón del Campeonato Europeo de Fútbol Sala de la UEFA 2022- y España -tercer lugar del Campeonato Europeo de Fútbol Sala de la UEFA 2022-. Rusia, subcampeón de la Eurocopa de Futsal 2022, no participó como consecuencia de la suspensión impuesta por UEFA a dicha asociación para participar en competiciones internacionales, debido a la Invasión rusa en Ucrania.
El torneo se lanzó en 2022 como parte de un acuerdo entre CONMEBOL y UEFA, siendo el primer campeonato de futsal organizado por estas confederaciones. Su realización fue anunciada el 2 de junio de 2022.

## Historia
El 12 de febrero de 2020, la UEFA y la CONMEBOL firmaron un memorando de entendimiento (MoU, por su sigla en inglés, memorandum of understanding) para la cooperación entre las dos confederaciones. Como parte del acuerdo, un comité conjunto UEFA-CONMEBOL examinó la posibilidad de organizar partidos intercontinentales europeo-sudamericanos, tanto para fútbol masculino como femenino. El 15 de diciembre de 2021, la UEFA y la CONMEBOL ampliaron el MoU hasta 2028, incluyendo la apertura de una oficina conjunta en Londres y la posible organización de varios eventos futbolísticos.
El 2 de junio de 2022, al día siguiente de la celebración de la Finalissima 2022, CONMEBOL y UEFA anunciaron una serie de nuevos eventos entre equipos de las dos confederaciones, incluyendo a este campeonato, realizado del 15 de septiembre al 18 de septiembre de 2022.

## Participantes
|   | Equipo    | Vía de clasificación                                                           | Fecha de clasificación | Participaciones | Última participación | Mejor desempeño |
| - | --------- | ------------------------------------------------------------------------------ | ---------------------- | --------------- | -------------------- | --------------- |
| 1 | Portugal  | Campeón de la Campeonato Europeo de Fútbol Sala de la UEFA (2022) (2.° título) | 4 de febrero de 2022   | 1               | Debutante            | Debutante       |
| 2 | Argentina | Campeón de la Copa América de Futsal (2022) (3.° título)                       | 5 de febrero de 2022   | 1               | Debutante            | Debutante       |
| 3 | Paraguay  | Subcampeón de la Copa América de Futsal (2022)                                 | 5 de febrero de 2022   | 1               | Debutante            | Debutante       |
| 4 | España    | Tercer lugar de la Campeonato Europeo de Fútbol Sala de la UEFA (2022)         | 2 de junio de 2022     | 1               | Debutante            | Debutante       |

1. ↑  Reemplaza a Rusia, subcampeón, suspendida por UEFA para competir internacionalmente

## Sede
El 2 de junio de 2022 se había anunciado al Estadio Movistar Arena de Buenos Aires como sede del torneo. Sin embargo, el 30 de agosto, se confirmó el traslado al Estadio Mary Terán de Weiss, en la misma ciudad.
| Buenos Aires                                        |
| --------------------------------------------------- |
| Ciudad de Buenos Aires, Estadio Mary Terán de Weiss |
| Capacidad: 15 500                                   |
|                                                     |

## Desarrollo del torneo
El campeonato se disputó en formato de eliminación directa, con dos semifinales, partido por el tercer puesto y final. Los partidos tuvieron una duración de 40 minutos de tiempo neto, divididos en dos períodos de 20 minutos cada uno. En caso de igualdad luego del tiempo reglamentario, el ganador se decidiría de la siguiente manera:
- En el caso de las semifinales y el tercer puesto, el ganador de la llave se habría definido directamente por tiros desde el punto penal.
- En la final se jugó una prórroga de 10 minutos netos (en dos tiempos de 5 minutos cada uno) para la final. Al haber persistido el empate luego del tiempo suplementario, el campeón se definió por la definición por penales.

El torneo se desarrolló de forma tal que los campeones de ambos continentes compitan en semifinales contra los que no lo fueron de la confederación contraria. Cabe destacar que España, ganador del tercer lugar de la Eurocopa, reemplazó a Rusia el cual esta actualmente suspendido de toda competencia.
|  | Semifinales      | Semifinales      |       |           | Final            | Final            |  |
|  | 15 de septiembre | 15 de septiembre |       |           | 18 de septiembre | 18 de septiembre |  |
|  |                  |                  |       |           |                  |                  |  |
|  |                  |                  |       |           |                  |                  |  |
|  | Argentina        | 0                |       |           |                  |                  |  |
|  | España           | 3                |       |           |                  |                  |  |
|  |                  |                  |       |           |                  |                  |  |
|  |                  |                  |       |           |                  |                  |  |
|  |                  |                  |       |           | España           | 1 (2)            |  |
|  |                  | Portugal         | 1 (4) |           |                  |                  |  |
|  |                  |                  |       |           |                  |                  |  |
|  |                  |                  |       |           |                  |                  |  |
|  |                  |                  |       |           | Tercer lugar     |                  |  |
|  |                  |                  |       |           |                  |                  |  |
|  | Portugal         | 2                |       | Argentina | 2                |                  |  |
|  | Paraguay         | 1                |       |           | Paraguay         | 3                |  |

### Semifinales
| 15 de septiembre de 2022, 17:00 (UTC-3) | Portugal                                | 2:1 (0:1) | Paraguay          | Estadio Mary Terán de Weiss, Buenos Aires, Argentina |  |
|                                         | Pany Varela 29' · Giovanni González 33' | Reporte   | Antonio Ozuna 17' |                                                      |  |

| 15 de septiembre de 2022, 19:45 (UTC-3) | Argentina | 0:3 (0:2) | España                          | Estadio Mary Terán de Weiss, Buenos Aires, Argentina |  |
|                                         |           | Reporte   | Raúl Campos 6', 15' · Dídac 40' |                                                      |  |

### Tercer Puesto
| 18 de septiembre de 2022, 14:00 (UTC-3) | Argentina                              | 2:3 (1:2) | Paraguay                                                 | Estadio Mary Terán de Weiss, Buenos Aires, Argentina |  |
|                                         | Cristian Borruto 13' · Alan Brandi 28' | Reporte   | Richard Rejala 9' · Damián Mareco 10' · Arnaldo Báez 26' |                                                      |  |

### Final
| 18 de septiembre de 2022, 16:45 (UTC-3) | España                                    | 1:1 (1:1, 1:0) (t. s.)(2:4 p.) | Portugal                                               | Estadio Mary Terán de Weiss, Buenos Aires, Argentina |  |
|                                         | Mellado 20'                               | Reporte                        | Afonso Jesús 28'                                       |                                                      |  |
|                                         |                                           | Tiros desde el punto penal     |                                                        |                                                      |  |
|                                         | S. Lozano · Chino · Mellado · Raúl Campos |                                | Bruno Coelho · André Coelho · Pany Varela · Tomás Paço |                                                      |  |

|                             |
| Bandera de Portugal         |
| Campeón Portugal 1.° título |

## Derechos de transmisión
Las siguientes señales transmitieron la Finalissima de Futsal 2022.
| País o región | Señales                          |
| ------------- | -------------------------------- |
| Argentina     | Deportv                          |
| Brasil        | BandSports                       |
| Paraguay      | Tigo Sports                      |
| Resto         | Canal de YouTube de Copa América |

| País o región        | Señales        |
| -------------------- | -------------- |
| Albania              | RTSH           |
| Bosnia y Herzegovina | BHRT           |
| Bulgaria             | BNT            |
| España               | Teledeporte    |
| Hungría              | MTVA           |
| Lituania             | LRT            |
| Portugal             | RTP y Canal 11 |
| Ucrania              | Suspilne       |
| Resto                | UEFA TV        |